# Willow Tearooms

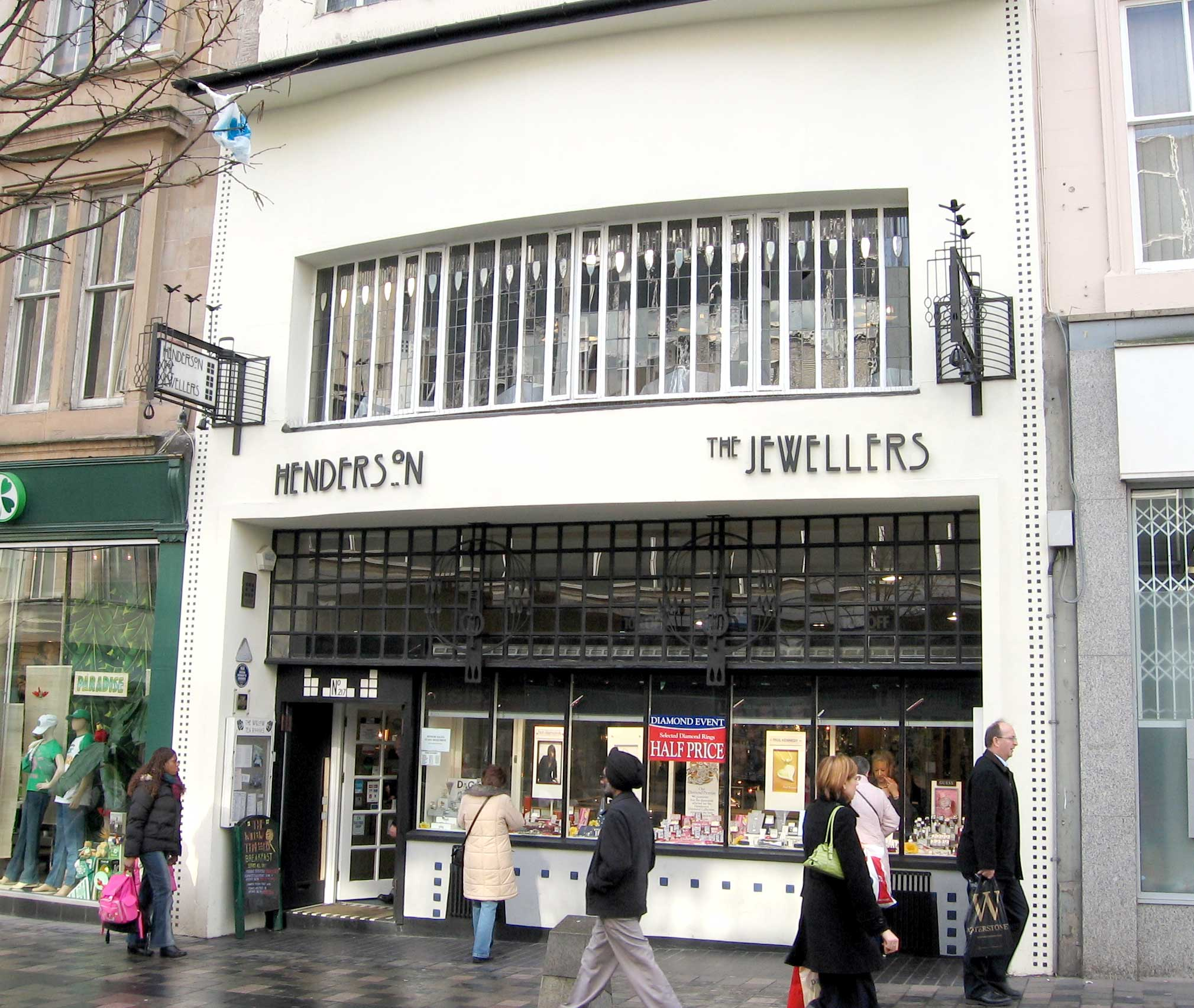
Ingresso alle Willow Tearooms su Sauchiehall Street.

Le Willow Tearooms sono delle sale da tè situate al numero 217 di Sauchiehall Street, a Glasgow in Scozia, progettate dall'architetto di fama internazionale Charles Rennie Mackintosh. Aprirono nel 1903 e guadagnarono in breve un'enorme popolarità, divenendo le più celebri sale da tè della città, tra quelle che aprirono a cavallo tra XIX e XX secolo.

## Storia

### Cranstone e Mackintosh

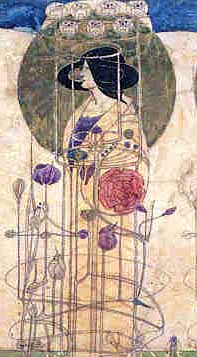
Disegno di Mackintosh per un fregio alla Tearoom di Buchanan Street.

Agli inizi della sua carriera, nel 1896, Mackintosh incontrò Catherine Cranston, nota anche come Kate Cranston o semplicemente Miss Cranston, un'intraprendente donna d'affari locale figlia di un mercante di tè di Glasgow e fermamente convinta delle tesi anti-alcool promosse dal Movimento per la temperanza. 
Il Movimento iniziò ad acquistare popolarità a Glasgow a cavallo dei due secoli, e Miss Cranston concepì l'idea di una serie di art tearooms (sale da tè artistiche), dove le persone potessero incontrarsi per rilassarsi e sorbire bevande analcoliche in diverse stanze all'interno dello stesso edificio. Questo fu l'inizio di una lunga collaborazione lavorativa tra la Cranston e Mackintosh. 
Negli anni tra il 1896 ed il 1917, l'architetto progetterà e curerà gli interni di tutte e quattro le sale da lei gestite, spesso in collaborazione con la moglie Margaret.

### Le prime sale
Mackintosh venne contattato da Catherine Cranston per disegnare le decorazioni murali delle nuove Tearooms di Buchanan Street, Glasgow, nel 1896. Queste sale erano state progettate e costruite da George Washington Brown di Edimburgo, mentre gli interni e gli arredi erano stati curati da George Walton. Mackintosh disegnò i fregi a stampo raffiguranti coppie opposte di figure femminili allungate circondate da rose, per la sala dedicata alle signore, la sala da pranzo e la galleria dei fumatori.
Nel 1898, la sua commessa successiva - che riguardò le già esistenti sale da tè di Argyle Street - vide i ruoli invertiti, con Mackintosh impegnato a disegnare gli interni e gli arredi, mentre le decorazioni murarie vennero affidate a Walton. In questo locale appaiono per la prima volta delle sedie dalla spalliera alta, destinate a divenire un trade-mark dell'opera dell'artista scozzese negli anni a venire. Nel 1900 Miss Cranston gli affidò invece la riprogettazione di un'intera sala all'interno del complesso di Ingram Street, il cui frutto fu la celebre White Dining Room. I clienti che entravano nella sala da Ingram Street dovevano passare attraverso un vestibolo separato dalla sala principale da uno schermo ligneo con inserti vetrati, che offriva agli ospiti invitanti luccichii di quanto li avrebbe aspettati oltre.
La qualità di questo intervento spinse la committenza ad affidargli l'intera progettazione delle nuove sale da tè in Sauchiehall Street, nel 1903. Per la prima volta a Mackintosh venne affidata la responsabilità non solo del progetto degli interni, ma anche il trattamento architettonico degli esterni. L'edificio risultante divenne noto come Willow Tearooms, e rappresenta sicuramente il più importante ed il più famoso lavoro svolto da Mackintosh per Miss Cranston.

## Le Willow Tearooms
L'ambiente scelto da Miss Cranston per le nuove sale da tè era un vecchio deposito su quattro livelli su un angusto settore urbano posto lungo il lato meridionale di Sauchiehall Street. Il nome "Sauchiehall" deriva da "saugh", termine Scots per indicare il salice e da "haugh", prato. Queste indicazioni fornirono il punto di partenza per le idee di Mackintosh e della moglie per quanto riguardava il tema grafico.
All'interno della struttura esistente, Mackintosh disegnò una serie di spazi con differenti funzioni e decorazioni, in base ai gusti della clientela. C'era la sala delle signore sul fronte del piano terreno, con una sala da pranzo nel retro e una galleria da tè al di sopra di questa. Il primo piano conteneva la "Room de Luxe", una sala più esclusiva, sempre per signore, prospiciente su Sauchiehall Street. Al secondo piano si trovava la sala biliardi, con pannelli lignei, e la sala fumatori per i signori. Il concetto di fondo era l'idea di creare un luogo per le chiacchierate tra amiche per le signore, e un ritrovo per gli uomini da frequentare nelle pause dal lavoro d'ufficio - un'oasi nel centro della città.